# T. S. Eliot

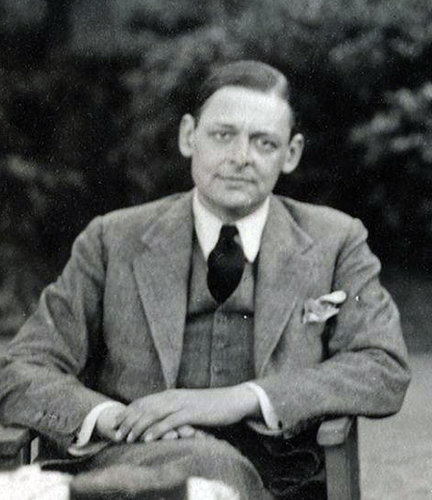
Eliot (1934)

Thomas Stearns Eliot (26 tháng 9 năm 1888 – 4 tháng 1 năm 1965) là một nhà thơ, nhà viết kịch, nhà phê bình văn học Anh gốc Hoa Kỳ đoạt giải Nobel văn học năm 1948. Tác phẩm đầu tay: Bản tình ca của J. Alfred Prufrock (The Love Song of J. Alfred Prufrock, 1015) được coi là một kiệt tác của phong trào thơ hiện đại. Tiếp đến là những tác phẩm thơ được coi là quan trọng nhất trong thơ Anh ngữ: Đất hoang (The Waste Land, 1922), Ngày thứ Tư tro bụi (Ash Wednesday, 1930), Những kẻ rỗng tuếch (The Hollow Men, 1925), Bốn khúc tứ tấu (Four Quartets, 1945). Những tác phẩm quan trọng nhất của T. S. Eliot đều đã được dịch hoặc trích dịch ra tiếng Việt và đã in trong cuốn Các nhà thơ giải Nobel, Nhà xuất bản Lao động, Hà Nội 2006.

## Tiểu sử
Xuất thân trong một gia đình đại tư bản, Thomas Stearns Eliot được giáo dục theo tinh thần Thanh giáo khắt khe. Bắt đầu từ năm 1906 ông học triết học, tâm lý và Đông phương học ở Đại học Harvard, sau đó ở Paris. Ông đã chuẩn bị luận án tiến sĩ nhưng không bảo vệ mà chuyển sang hoạt động văn chương.
Năm 1917, Eliot làm trợ lý giám đốc một tạp chí thuộc phái hình tượng - tờ The Egoist (Người vị kỉ). Tập thơ đầu tiên của ông là Prufrock and Other Observations (1917) chịu ảnh hưởng rõ rệt của chủ nghĩa tượng trưng. Eliot viết phê bình văn học từ quan điểm thuần mĩ học, gạt xuống hàng thứ yếu những khía cạnh thuộc về tiểu sử của tác giả.
Eliot trở nên nổi tiếng như một nhà thơ ngay sau khi trường ca The Waste Land (1922) ra đời với sự giúp đỡ to lớn của Ezra Pound, trong đó ông đưa ra sự chẩn đoán trạng thái tinh thần của châu Âu sau Chiến tranh thế giới thứ nhất, cho thấy sự trống rỗng tâm hồn của cả một thế hệ. Hình thức ngắt đoạn của trường ca này, lần đầu xuất hiện trên tạp chí The Criterion do Eliot sáng lập, càng làm tăng thêm ấn tượng về sự mất định hướng của con người.
Tại Anh ông làm việc cho ngân hàng Lloyd, rồi làm giám đốc nhà xuất bản Faber & Gwyer (sau đổi thành Faber & Faber). Năm 1927, Eliot nhập quốc tịch Anh và cải sang Anh giáo. Một năm sau ông viết tiểu luận For Lancelot Andrewes đánh dấu một bước ngoặt mang tính tôn giáo. Cùng với tập thơ xuất bản năm 1930 là Ash Wednesday, tư tưởng tôn giáo bắt đầu hiện diện thường xuyên trong tất cả tác phẩm của ông.
Vở kịch Murder in the Cathedral (1935) đánh dấu bước khởi đầu công việc thực sự của ông trong lĩnh vực sân khấu. Những năm 1949-1959 ông cho ra đời một loạt vở kịch.

## Tác phẩm
Eliot thường đi vào những chủ đề triết lý, phản ánh mâu thuẫn giữa thực tại và thế giới tinh thần, sự yên bình của tâm hồn và lo âu trong đời sống con người, sự chuộc tội của linh hồn qua thời gian... Eliot là người có đầu óc cách tân trong ngôn ngữ thơ và thi pháp, đấu tranh cho "thơ tự do", thoát khỏi khuôn sáo của thơ đương thời. Kịch của Eliot thường trau chuốt về ngôn từ, nhưng thiếu tính kịch nên khó diễn. Eliot cũng viết một số tiểu luận. Eliot là nhà thơ lớn nhất của nước Anh trong thế kỉ 20, có ảnh hưởng rộng lớn đến văn học các nước phương Tây.
- Prufrock and Other Observations (Prufrock và những quan sát khác, 1917), tập thơ
  - The Love Song of J. Alfred Prufrock (Bản tình ca của J. Alfred Prufrock, 1917), thơ
- Poems (Thơ, 1920), tập thơ
- The Sacred Wood: Essays on Poetry and Criticism (Rừng thiêng, 1920), phê bình
- The Waste Land (Đất hoang, 1922), trường ca
- The Hollow Men (Những kẻ rỗng tuếch, 1925), trường ca
- For Lancelot Andrewes (1928), tiểu luận
- Ash Wednesday (Ngày thứ Tư tro bụi, 1930), thơ
- The Use of Poetry and the Use of Criticism (Chức năng của thơ ca và chức năng của phê bình, 1933), tiểu luận
- The Rock (Đá tảng, 1934), kịch
- Murder in the Cathedral (Vụ giết người trong nhà thờ, 1935), kịch
- Essays Ancient and Modern (Những tiểu luận cũ và mới, 1936), tiểu luận
- Old Possum's Book of Practical Cats (Những chú mèo, 1939), thơ
- The Family Reunion (Đoàn tụ gia đình, 1939), kịch
- Four Quartets (Bốn khúc tứ tấu, 1945), trường ca
- The Cocktail Party (Bữa tiệc cocktail, 1949-1950), kịch
- Notes Towards the Definition of Culture (Ghi chép hướng tới việc định nghĩa về văn hóa, 1948), tiểu luận
- Poetry and Drama (Thơ và kịch, 1951), tiểu luận
- The Confidential Clerk (Thư ký riêng, 1953), kịch
- On Poetry and Poets (Về thơ và các nhà thơ, 1957), tiểu luận
- The Elder Statesman (Chính nhân khả kính, 1959), kịch